# Flöthe (Fluss)

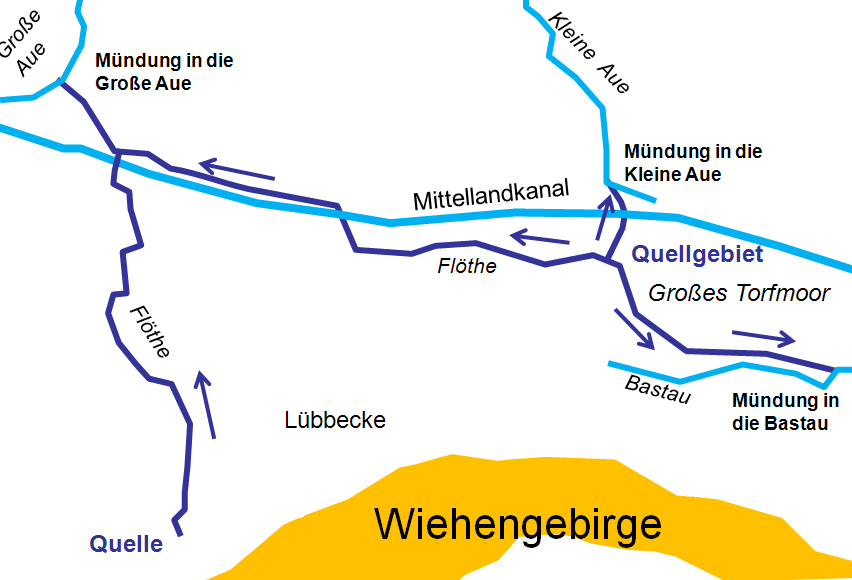
Verlauf des "Flusssystems" Flöthe. Die Pfeile geben die Fließrichtung an

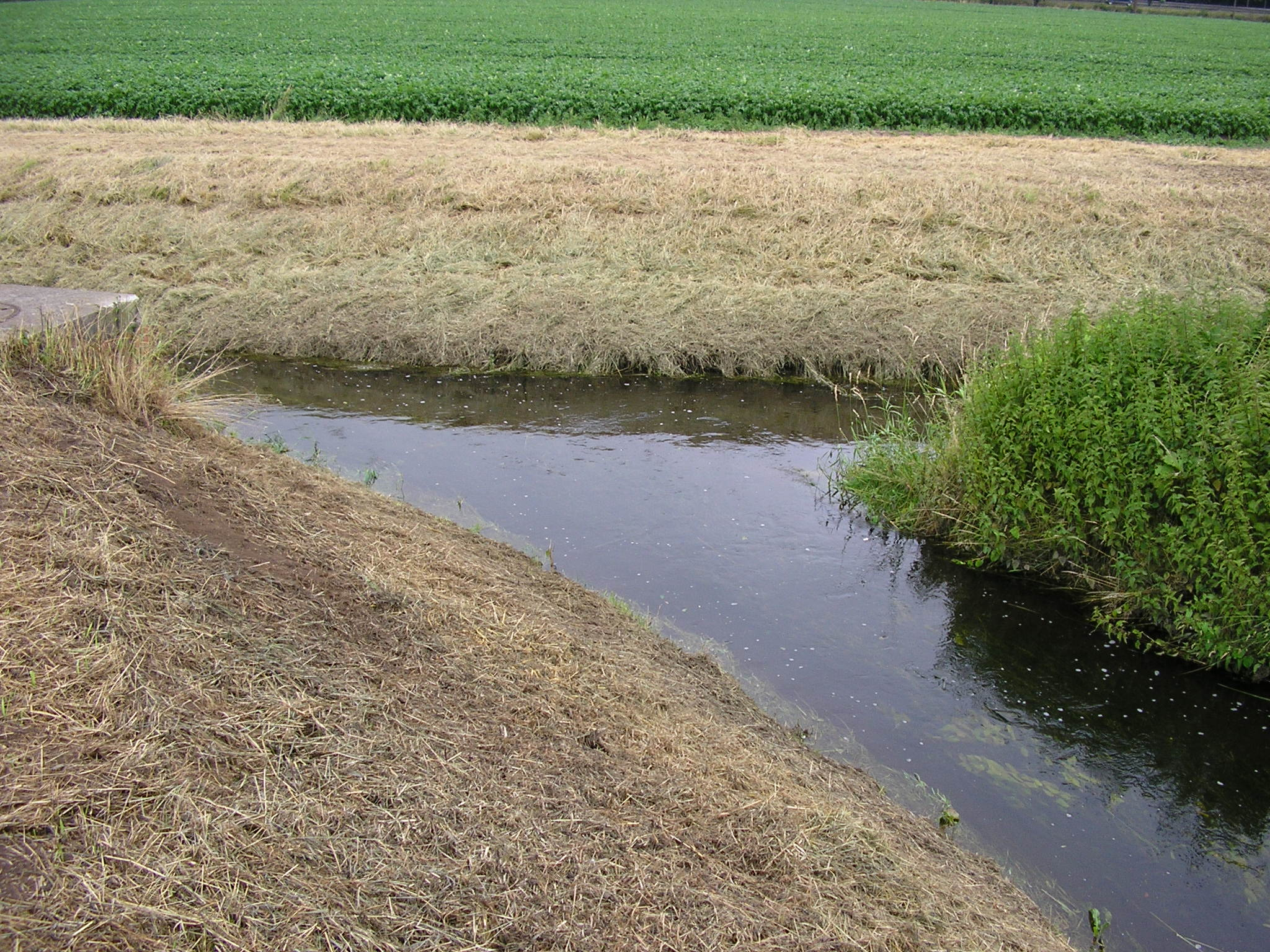
Mündung der Ronceva in die Flöthe

Die Flöthe ist ein 7,4 km langer, südöstlicher und orographisch rechter Zufluss der Großen Aue. Sie fließt im ostwestfälischen Kreis Minden-Lübbecke in Nordrhein-Westfalen im Wesentlichen innerhalb der Gebiete der Städte Lübbecke und Espelkamp. Kurze Flussabschnitte liegen auf den Gebieten der Stadt Preußisch Oldendorf und der Gemeinde Hille. Die Flöthe verfügt über einen ungewöhnlichen Verlauf und stellt in gewisser Weise ein kleines Flusssystem dar, denn sie hat zwei Quellgebiete und drei Mündungen.
Das Hauptquellgebiet liegt im Bereich des Großen Torfmoores in der Nähe des Freibades Gehlenbeck. Westlich des Moores zeigt sie sich als beinahe stehendes Gewässer, von dort fließt sie einerseits nach Süden und mündet nach rund vier Kilometern, westlich der kleinen, zur Lübbecke gehörenden, Ortschaft Husen in die Bastau, wobei die Mündung ganz knapp auf dem Territorium der Gemeinde Hille liegt, andererseits auch nach Norden, gabelt sich auf und fließt mit dem rechten Seitenarm nach rund einem Kilometer in die Kleine Aue und mündet mit dem linken Seitenarm nach rund zehn Kilometern, westlich der Espelkamper Ortschaft Fiestel in die Große Aue, wobei jene Mündung ganz knapp auf dem Gebiet der Stadt Preußisch Oldendorf liegt. Letztgenannter Seitenarm unterquert auf Höhe des Lübbecker Industriegebiets den Mittellandkanal in einem 80 m langen Düker. Weiter fließt sie sodann fast bis zur Mündung auf der nördlichen Seite parallel zu dieser Schifffahrtsstraße. Dieser linke, bei weitem der längste Seitenarm, nimmt stromabwärts mehrere Fließgewässer auf, u. a. die Ronceva und weiter stromabwärts einen Bach, der auch Flöthe heißt. Letztgenannter Bach, oder je nach Auslegung weiterer Seitenarm, selbst entspringt am Fuße des Wiehengebirges im Bereich der Siedlungen Vierlinden und Wettlage. 
Der Lauf der Flöthe weist beinahe durchweg einen sehr geringen Höhenunterschied auf, der den ungewöhnliches Lauf auch erklärt: Das Quellgebiet beim Großen Torfmoor liegt auf 49 m ü. NN, alle drei Mündungen auf 47 m ü. NN. Allein der Seitenarm, der vom Wiehengebirge kommt, liegt im Oberlauf auf rund 120 m ü. NN.
Zum Einzugs- bzw. Entwässerungsgebiet gehört neben erwähntem Moor auch das Feuchtgebiet und Naturschutzgebiet Rauhe Horst – Schäferwiesen.

## Nutzung
Die Flöthe hat eine lokale Bedeutung für die Sportfischerei. Geangelt werden können Barsch, Plötze und Gründling.